# Zingem
Zingem és un antic municipi belga de la província de Flandes Oriental a la regió de Flandes. Era el resultat de la fusió de Zingem, Huise i Ouwegem. Al seu torn, l'1 de gener de 2019 va fusionar amb Kruishoutem per formar un municipi nou anomenat Kruisem.